# Kasteel van Njasvizj

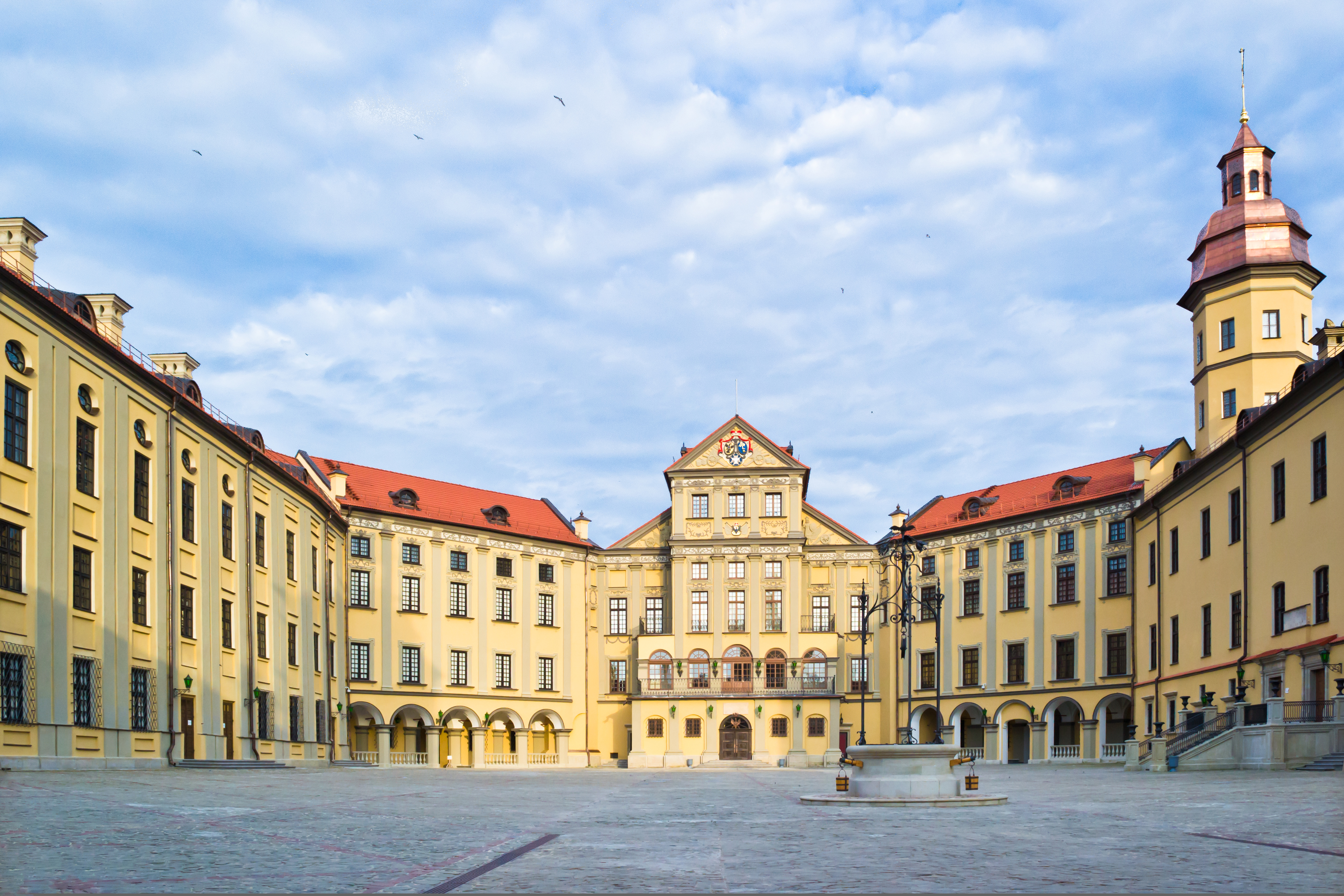

Het Kasteel van Njasvizj (Wit-Russisch: Нясвіжскі замак; Russisch: Несвижский замок; Pools: Nieświeżki zamek; Litouws: Nesvyžius) is het residentiële paleis van de familie Radziwill in Njasvizj in Wit-Rusland. In het jaar 2005 werd het kasteel op de Werelderfgoedlijst van UNESCO geplaatst, onder de vermelding Architecturaal, residentieel en cultureel complex van de familie Radziwiłł in Njasvizj.

## Geschiedenis
Het landgoed kwam in het bezit van de familie Radziwiłł in 1533, toen het na het uitsterven van de familie Kiszka werd toegewezen aan Mikołaj Radziwiłł en zijn broer Jan. Aangezien de Radziwiłłs tot de belangrijkste families en clans van het Groothertogdom Litouwen behoorden, werd het Archief van Litouwen in 1551 verhuisd naar het kasteel. In 1586 werd het landgoed omgezet in een Ordynacja, wat betekent dat het in zijn geheel wordt geëerfd door de oudste zoon; het landgoed kon niet meer worden verdeeld over de erfgenamen.
In 1582 begon Mikołaj Krzysztof Radziwiłł, maarschalk van Litouwen, gouverneur van Trakai en Vilnius en beheerder van het kasteel van Šiauliai, aan de bouw van een imposant, vierkant kasteel van drie verdiepingen. Alhoewel de werkzaamheden waren gebaseerd op de reeds bestaande structuur van een middeleeuws kasteel, werden de eerdere versterkingen volledig omgebouwd naar voorbeeld van de renaissance en de barok. De bouw was klaar in 1604, maar een halve eeuw later werden nog enkele galerijen toegevoegd. De hoeken van het kasteel werden versterkt met vier achthoekige torens.
In 1706, tijdens de Grote Noordse Oorlog, werd het kasteel door het leger van Karel XII van Zweden geplunderd en de versterkingen vernietigd. Enkele decennia later nodigde de familie Radziwiłł enkele Duitse en Italiaanse architecten uit om het kasteel te renoveren en uit te breiden. Antoni Zaleski verfraaide de gele façades met barok pleisterwerk. De kasteelpoorten uit de 16e eeuw werden hersteld en op de toren van twee verdiepingen kwam een roer. In die tijd werden ook de drie afzonderlijke gebouwen die de centrale binnenplaats omringen, samengevoegd tot één structuur.
Het belangrijkste gebouw in Njasvizj is de Corpus Christikerk (gebouwd van 1587 tot 1603), die met een dam over een gracht is verbonden met het kasteel. In de kerk bevinden zich de doodskisten van 72 leden van de familie Radziwiłł. De kerk is ontworpen door de Italiaanse architect Gian Maria Bernardoni en wordt beschouwd als de eerste uiting van barokke kunst in Oost-Europa. Het interieur herbergt enkele late barokke fresco's uit de jaren 1760 en het Heilig Kruisaltaar, uitgevoerd in 1583 door beeldhouwers uit Venetië.
In 1770 werd het kasteel veroverd door het Russische leger en werd de familie Radziwiłł verdreven. Kort daarna werd het Archief van Litouwen verhuisd naar Sint-Petersburg, waar het zich tegenwoordig nog bevindt. De meeste kunstwerken uit het kasteel werden verdeeld onder diverse Russische edellieden. Toen het paleis was verlaten door zowel de oorspronkelijke eigenaars als het Russische leger, verviel het langzaam tot wanorde. Maar tussen 1881 en 1886 werd het hersteld door de familie Radziwiłł en werd het interieur opgeknapt in opdracht van prins Antoni Radziwiłł en zijn Franse vrouw, Marie de Castellane. Zij ontwierpen ook een park in Engelse stijl. Het park met een oppervlakte van meer dan 1 vierkante kilometer, is in Europa een van de grootste in zijn soort.
In 1939 werd de familie Radziwiłł verdreven van het kasteel door het invallende Rode Leger. Ten tijde van de Sovjet-Unie was het kasteel een sanatorium en werd het park niet onderhouden.
In 1994 kreeg het kasteel de status van nationaal historisch en cultureel erfgoed. De restauratiewerkzaamheden die daarop volgden, hebben scherpe kritiek ontvangen vanwege "onjuiste reconstructie" van verschillende al lang verwoeste gebouwen, met name een klokkentoren. In 2002 werd de bovenste verdieping van de residentie verwoest door brand, waarna met herstel werd begonnen.

## Andere huizen van de familie Radziwiłł
- Kasteel Mir
- Kasteel Olyka